# Lijst van voetbalinterlands Saint Kitts en Nevis - Trinidad en Tobago
Deze lijst van voetbalinterlands is een overzicht van alle officiële voetbalwedstrijden tussen de nationale teams van Saint Kitts en Nevis en Trinidad en Tobago. De landen speelden tot op heden estien keer tegen elkaar. De eerste ontmoeting, de troostfinale van de Caribbean Cup 1993, werd gespeeld op 30 mei 1993 in Kingston (Jamaica). Het laatste duel, een kwalificatiewedstrijd voor het Wereldkampioenschap voetbal 2026, vond plaats in Port of Spain op 6 juni 2025.

## Wedstrijden
| №  | Plaats          | Datum            | Competitie                          | Wedstrijd                       | Uitslag |
| -- | --------------- | ---------------- | ----------------------------------- | ------------------------------- | ------- |
| 1  | Kingston        | 30 mei 1993      | Caribbean Cup 1993                  | Trinidad en T. – St. Kitts-Nev. | 3 – 2   |
| 2  | Port of Spain   | 28 mei 1996      | Caribbean Cup 1996                  | Trinidad en T. – St. Kitts-Nev. | 5 – 1   |
| 3  | Basseterre      | 8 juli 1997      | Caribbean Cup 1997                  | St. Kitts-Nev. − Trinidad en T. | 0 − 3   |
| 4  | Saint John's    | 13 juli 1997     | Caribbean Cup 1997                  | Trinidad en T. − St. Kitts-Nev. | 4 − 0   |
| 5  | Basseterre      | 28 mei 1998      | Vriendschappelijk                   | St. Kitts-Nev. − Trinidad en T. | 4 − 1   |
| 6  | Basseterre      | 28 juli 2002     | Vriendschappelijk                   | St. Kitts-Nev. − Trinidad en T. | 2 − 1   |
| 7  | Port of Spain   | 15 november 2002 | CONCACAF Gold Cup 2003 kwalificatie | St. Kitts-Nev. − Trinidad en T. | 0 − 2   |
| 8  | Basseterre      | 2 oktober 2003   | Vriendschappelijk                   | St. Kitts-Nev. − Trinidad en T. | 1 − 2   |
| 9  | Basseterre      | 4 september 2004 | WK 2006 kwalificatie                | St. Kitts-Nev. − Trinidad en T. | 1 − 2   |
| 10 | Marabella       | 10 oktober 2004  | WK 2006 kwalificatie                | Trinidad en T. − St. Kitts-Nev. | 5 − 1   |
| 11 | Macoya          | 7 november 2008  | Caribbean Cup 2008 kwalificatie     | Trinidad en T. − St. Kitts-Nev. | 3 − 1   |
| 12 | Basseterre      | 12 juli 2009     | Vriendschappelijk                   | St. Kitts-Nev. − Trinidad en T. | 2 − 3   |
| 13 | Basseterre      | 12 oktober 2012  | Caribbean Cup 2012 kwalificatie     | St. Kitts-Nev. − Trinidad en T. | 0 − 1   |
| 14 | Santo Domingo   | 8 juni 2021      | WK 2022 kwalificatie                | Trinidad en T. − St. Kitts-Nev. | 2 − 0   |
| 15 | Fort Lauderdale | 25 juni 2023     | CONCACAF Gold Cup 2023              | Trinidad en T. − St. Kitts-Nev. | 3 − 0   |
| 16 | Port of Spain   | 6 juni 2025      | WK 2026 kwalificatie                | Trinidad en T. − St. Kitts-Nev. | 6 − 2   |

## Samenvatting
| Competitie                     | Totaal gespeeld | Winst St. Kitts-Nev. | Gelijk | Winst Trinidad en T. | Doelsaldo St. Kitts-Nev. – Trinidad en T. |
| ------------------------------ | --------------- | -------------------- | ------ | -------------------- | ----------------------------------------- |
| WK-kwalificatie                | 4               | 0                    | 0      | 4                    | 4 − 15                                    |
| CONCACAF Gold Cup              | 1               | 0                    | 0      | 1                    | 0 − 3                                     |
| CONCACAF Gold Cup-kwalificatie | 1               | 0                    | 0      | 1                    | 0 − 2                                     |
| Caribbean Cup                  | 4               | 0                    | 0      | 4                    | 3 − 15                                    |
| Caribbean Cup-kwalificatie     | 2               | 0                    | 0      | 2                    | 1 − 4                                     |
| Vriendschappelijk              | 4               | 2                    | 0      | 2                    | 9 − 7                                     |
| Totaal                         | 16              | 2                    | 0      | 14                   | 17 − 46                                   |

SKNFA · A-internationals · Vrouwenelftal van Saint Kitts en Nevis
1979 – 1989 · 
1990 – 1999 · 
2000 – 2009 · 
2010 – 2019 ·
2020 − 2029
Amerikaanse Maagdeneilanden ·
Andorra ·
Anguilla ·
Antigua en Barbuda ·
Armenië ·
Aruba ·
Bahama's ·
Barbados ·
Belize ·
Bermuda ·
Britse Maagdeneilanden ·
Canada ·
Costa Rica ·
Cuba ·
Curaçao ·
Dominica ·
Dominicaanse Republiek ·
El Salvador ·
Estland ·
Georgië ·
Grenada ·
Guyana ·
Haïti ·
India ·
Jamaica ·
Kaaimaneilanden ·
Mauritius ·
Mexico ·
Montserrat ·
Nicaragua ·
Noord-Ierland ·
Puerto Rico ·
Saint Lucia ·
Saint Vincent en de Grenadines ·
San Marino ·
Suriname ·
Taiwan ·
Trinidad en Tobago ·
Turks- en Caicoseilanden ·
Verenigde Staten
TTFF · A-internationals · Bondscoaches · Selecties · Statistieken · Olympisch elftal · Vrouwenelftal van Trinidad en Tobago · Trinidad U21 · Trinidad U19 · Trinidad U17
Gold Cup 1991 · 
Gold Cup 1993 · 
Gold Cup 1996 · 
Gold Cup 1998 · 
Gold Cup 2000 · 
Gold Cup 2002 · 
Gold Cup 2005 · 
Gold Cup 2007 · 
Gold Cup 2009 · 
Gold Cup 2011 · 
Gold Cup 2013
WK 2006
1934 · 
1935 · 
1936 · 
1937 · 
1938 · 
1939 · 
1940 · 
1941 · 
1942 · 
1943 · 
1944 · 
1945 · 
1946 · 
1947 · 
1948 · 
1949 · 
1950 · 
1951 · 
1952 · 
1953 · 
1954 · 
1955 · 
1956 · 
1957 · 
1958 · 
1959 · 
1960 · 
1961 · 
1962 · 
1963 · 
1964 · 
1965 · 
1966 · 
1967 · 
1968 · 
1969 · 
1970 · 
1971 · 
1972 · 
1973 · 
1974 · 
1975 · 
1976 · 
1977 · 
1978 · 
1979 · 
1980 · 
1981 · 
1982 · 
1983 · 
1984 · 
1985 · 
1986 · 
1987 · 
1988 · 
1989 · 
1990 · 
1991 · 
1992 · 
1993 · 
1994 · 
1995 · 
1996 · 
1997 · 
1998 · 
1999 · 
2000 · 
2001 · 
2002 · 
2003 · 
2004 · 
2005 · 
2006 · 
2007 · 
2008 · 
2009 · 
2010 · 
2011 · 
2012 · 
2013 · 
2014 ·
2015 ·
2016 ·
2017 ·
2018 ·
2019 ·
2020 ·
2021 ·
2022 ·
2023 ·
2024 ·
2025
Anguilla · 
Antigua en Barbuda ·
Argentinië ·
Azerbeidzjan · 
Bahama's ·
Bahrein · 
Barbados · 
Belize · 
Bermuda · 
Bolivia ·
Botswana · 
Britse Maagdeneilanden · 
Canada · 
Chili · 
China · 
Colombia · 
Costa Rica · 
Cuba · 
Curaçao · 
Dominicaanse Republiek ·
Ecuador ·
Egypte ·
El Salvador ·
Engeland ·
Estland ·
Finland ·
Ghana ·
Grenada ·
Guatemala ·
Guyana ·
Haïti ·
Honduras ·
Ierland ·
IJsland ·
India ·
Irak ·
Iran ·
Jamaica ·
Japan ·
Jordanië ·
Kaaimaneilanden · 
Kenia · 
Koeweit ·
Marokko ·
Mexico ·
Montserrat ·
Nederlandse Antillen ·
Nicaragua ·
Nieuw-Zeeland ·
Noord-Ierland ·
Noorwegen · 
Oostenrijk · 
Panama ·
Paraguay ·
Peru ·
Puerto Rico ·
Roemenië ·
Saint Kitts en Nevis ·
Saint Lucia ·
Saint Vincent en de Grenadines ·
Saoedi-Arabië · 
Schotland ·
Slovenië ·
Suriname ·
Tadzjikistan ·
Taiwan ·
Thailand ·
Tsjechië · 
Uruguay · 
Venezuela · 
Verenigde Arabische Emiraten ·
Verenigde Staten ·
Wales · 
Zuid-Afrika ·
Zuid-Korea ·
Zweden
Engeland (2006) · 
Paraguay (2006) · 
Zweden (2006)